# Kontext Verlag
Der Kontext Verlag (wechselnde Eigenschreibweisen, zumeist: KONTEXTverlag) wurde von Torsten Metelka und Benn Roolf im Oktober 1989 in Ost-Berlin gegründet.

## Vorgeschichte

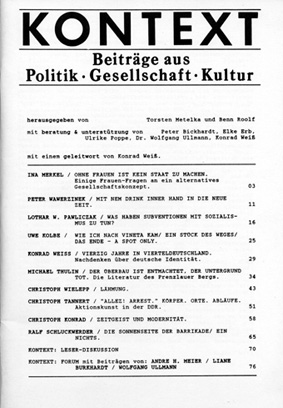

Torsten Metelka und Benn Roolf lernten sich während des Wehrersatzdienstes als Bausoldat 1986–87 bei Görlitz kennen, gemeinsame Entwicklung eines unabhängigen Zeitschriftenprojektes. Im Februar 1988 erstmalige Herausgabe der Zeitschrift »KONTEXT. Beiträge aus Politik, Gesellschaft und Kultur« mit ca. 1000 selbst hergestellten Exemplaren unter dem Dach der evangelischen Kirchengemeinde Berlin-Treptow (Bekenntniskirche), mit einem Beratergremium, dem Peter Bickhardt, Martin Böttger, Elke Erb, Ulrike Poppe, Wolfgang Ullmann und Konrad Weiß angehörten. Die Auslieferung bzw. Verteilung erfolgte DDR-weit u. a. über die Umwelt-Bibliotheken in den Kirchengemeinden. Damit war die Zeitschrift, neben den Umweltblättern, die mit am weitesten verbreitete unabhängige Publikation in der DDR. Besondere Aufmerksamkeit und Verbreitung (auch in den westlichen Medien) erfährt ein Beitrag aus dem Heft 5 (März 1989) von Konrad Weiß »Die neue alte Gefahr. Junge Faschisten in der DDR«. Einige Autoren aus der literarischen Szene fanden die Zusammenarbeit »erfrischend«, weil die Zeitschrift eine Möglichkeit bot, »aktuelle Texte in größeren Auflagen zu publizieren und Rückmeldungen auch aus den entferntesten Ecken zu bekommen«. Bis Herbst 1989 erschienen sieben Ausgaben der Zeitschrift und drei thematische Sonderhefte (Jiskor, eine Textsammlung zum Gedenken des Novemberpogroms in Deutschland; Václav Havel (Gemeinschaftsprojekt mit Grenzfall); Torsten Heyme, Gespräche mit Jugendlichen).

## Der Verlag
Mit dem erstmaligen Erscheinen der editionKontext im Oktober 1989 (Ehrhart Neubert, Gesellschaftliche Kommunikation im sozialen Wandel) Gründung des Kontext Verlages. Die Zeitschrift erreichte mit der Auslieferung über den Postzeitungsvertrieb eine verkaufte Auflage von 12.000 Exemplaren. »Dies war möglich, weil Metelka und Roolf ein Zeitschriftenkonzept entwickelt hatten und praktizierten, das eine offene Gesellschaft nicht nur zum Ziel hatte, sondern sich auch in vielerlei Hinsicht Freiheiten nahm, als wäre diese offene Gesellschaft bereits existent. Insofern wies der Diskursansatz von ›Kontext‹ bereits in das postrevolutionäre Zeitalter.« Die Zeitschrift erscheint auch als Online-Ausgabe. Verlagsausstattung mit Apple Macintosh, als erster und einziger der neuen Verlage in der DDR. Teilnahme an der Ersten Alternativen Buchmesse Leipzig im März 1990 und erstmalige Teilnahme mit dem ersten Verlagsprogramm an der Frankfurter Buchmesse im Oktober 1990. Alle weiteren Messestände auf der Frankfurter Buchmesse wurden von Karla Woisnitza grafisch gestaltet. Ehrenmitglied des Börsenvereins des Deutschen Buchhandels, Frankfurt am Main. 1991 verlässt Benn Roolf den Verlag und gründet eine Werbeagentur. Ende Mai 1991 erste Präsentation des Verlages im Literarischen Colloquium Berlin.
Im Verlag erschienen Bücher u. a. von Annett Gröschner, Hilde Huppert / Arnold Zweig, von und über Uwe Johnson, Boris Kagarlitzki, Gertrud Kolmar, Gustav Landauer, Ehrhart Neubert, Arthur Pfeifer, Edelbert Richter, Jakob und Wolfgang Ullmann. Herausgabe der collektionKontext mit limitierten Vorzugsausgaben von Annett Gröschner / Tina Bara, Johannes Jansen / Antje Kahl, Karla Woisnitza / Elke Erb / Kerstin Hensel.
Ein Schwerpunkt im Verlagsprogramm ist die Edition der Werke des russischen Religionsphilosophen Pavel Florenskij durch Sieglinde und Fritz Mierau mit einer auf zehn Bände angelegten Werkausgabe. Herausgabe von Ergänzungsbänden, gemeinsam mit Michael Hagemeister. Mitorganisation einer internationalen Tagung »Pavel Florenskij. Priester, Universalgelehrter und Märtyrer des 20. Jahrhunderts« an der Evangelischen Akademie Thüringen in Neudietendorf im Februar 1996 und eines internationalen Symposiums zum Thema »Pavel Florenskij – Tradition und Moderne« an der Universität Potsdam, Institut für Philosophie und Slavistik, im April 2000.

## Der Verleger
Torsten Metelka (* 1960 in Dresden; † 28. Dezember 2021 in Berlin) besuchte die polytechnische Oberschule, danach Ausbildung als Spezialhandwerker für Denkmalpflege (Steinrestaurierung) in Dresden. Tätigkeit bei der Denkmalpflege und den Staatlichen Kunstsammlungen in Dresden u. a. im Japanischen Palais, an der Katholischen Hofkirche, im Schloss mit Stallhof und am Fürstenzug, im Zwinger und Albertinum. Ab 1980 Beschäftigung mit Literatur- und Kunstwissenschaften an der Volkshochschule Dresden u. a. bei Diether Schmidt. 1982 Gasthörer bei Evelyn Richter an der Hochschule für Grafik und Buchkunst Leipzig.
1983 Umzug nach Ost-Berlin in den Prenzlauer Berg. Tätigkeit am Berliner Dom. Mitarbeit beim Kunstdienst der evangelischen Kirche.
Ab Januar 2005 Mitarbeit und Beratung beim Verlag Matthes & Seitz Berlin. Tätigkeiten als Lektor, Gestalter und Typograf auch für andere Verlage.

## Auszeichnungen
- Auszeichnung »Zeitschrift Kontext«, September 1992. Wettbewerb »Neue Länder Neue Wege. Produkt und Design einer Wirtschaftsregion im Wandel« des Internationalen Design Zentrum e.V., Berlin, verbunden mit Ausstellungen in Berlin, Leipzig, Potsdam, Erfurt, Frankfurt am Main, Schwerin, Dresden, Magdeburg, Brüssel, Paris, Warschau, New York und Tokio.[20]
- »Schönster Messestand«, Leipziger Buchmesse, März 1996. Wettbewerb der Leipziger Messe GmbH, der Leipziger Buchmesse und des Börsenvereins des Deutschen Buchhandels, Leipzig, Auszeichnung für Entwurf, Gestaltung, Materialien und Ausführung. Grafische Gestaltung: Karla Woisnitza.
- Auszeichnung »Schönstes deutsches Buch«, Oktober 2000, für das Buch: Annett Gröschner, ÿbbotaprag. heute. geschenke. schupo. schimpfen. hetze. sprüche. demonstrativ. sex. DDRbürg. gthierkatt. Ausgewählte Essays, Fließ- & Endnotentexte 1989–98, Berlin 1999, ISBN 3-931337-33-2. Wettbewerb der Stiftung Buchkunst »Die schönsten deutschen Bücher. Vorbildlich gestaltet in Satz, Druck, Bild und Einband« der Stiftung Buchkunst, Frankfurt am Main, des Börsenvereins des Deutschen Buchhandels, Frankfurt am Main, der Deutschen Bibliothek, Frankfurt am Main und Leipzig. Auszeichnung für Satz, Typografie, Einbandmaterial und Herstellung.